# Maurice Yonge
Sir Charles Maurice Yonge (uitgesproken als 'Young') CBE, FRS (Wakefield, 9 december 1899 - 17 maart 1986) was een Engelse zoöloog, gespecialiseerd in mariene biologie.
Yonge kreeg met name erkenning door zijn werk op het gebied van het eetpatroon en de spijsvertering van ongewervelden en zijn studies naar de evolutie en functionele morfologie van tweekleppigen.

## Groot Barrièrerif
Van 1928 tot 1929 leidde Yonge de dertien maanden durende Great Barrier Reef Expedition naar het Groot Barrièrerif met een team van 12 onderzoekers. Hij verrichtte succesvol onderzoek naar de relatie tussen koraal en doopvontschelpen en hun associatie met zoöxanthellen. Yonge maakte van de onderzoeksrapporten een zesdelige serie boeken die door het Natural History Museum van Londen werd uitgegeven (Great Barrier Reef Expedition, 1928-29. Scientific Reports vol.I tot en met VI).

## Academisch leven
Yonge volgde zijn studie aan de Silcoates School in Wakefield, waarvan zijn vader John Arthur Yonge hoofd was. Hij promoveerde op de fysiologie van oesters aan de Universiteit van Plymouth.
In 1932 werd hij zelf hoogleraar zoölogie, de eerste op de Universiteit van Bristol. Daar bleef hij tot 1944, waarna hij verhuisde naar de Universiteit van Glasgow om daar "Royal" hoogleraar mariene biologie te worden. Ten slotte bekleedde hij een hoogleraarschap zoölogie aan de Universiteit van Edinburgh.
Yonge werd verkozen tot Fellow of the Royal Society in 1946 en in 1968 ontving hij de Darwin Medal. Tevens is er een rif van Lizard Island (Australië) naar Yonge vernoemd: het Yonge Reef. In 1993 richtte de Malacological Society of London het Sir Charles Maurice Yonge Trust Fund op, ter aanmoediging van verder onderzoek op het gebied waar Yonge zijn leven aan wijdde.